# Lichtenau im Waldviertel
Lichtenau im Waldviertel là một thị xã thuộc huyện Krems-Land trong bang Niederösterreich.